# 莫頓鎮區 (堪薩斯州塞奇威克縣)
莫頓鎮區（英語：Morton Township）為美國堪薩斯州塞奇威克縣轄下的鎮區。2010年美国人口普查中此鎮區人口有2,667人。

## 地理
莫頓鎮區涵蓋總面積為92.4平方（35.69平方英里），其中陸地面積為91.4平方（35.30平方英里），水域面積為1.0平方（0.39平方英里）或1.09%。海拔高度1,342（4,403英尺）。

## 人口統計
根據2010年美國人口普查，莫頓鎮區人口有2,667人，其中男性有1,326人，女性有1,341人，人口密度為每平方公里28.86人，住房計1,041戶。鎮區內的白人有2,587人，非裔美國人有8人，美洲原住民有13人，亞裔美國人有0人，太平洋島裔美國人有2人，其他種族有12人，混血種族則有45人。此外鎮區內有64人為西班牙裔或拉丁裔美國人。此鎮區之年齡中位數為36.7歲，而男性年齡中位數為35.6歲，女性年齡中位數為37.8歲。